# Death of a Salesman (1951)
Death of a Salesman is een Amerikaanse dramafilm uit 1951 geregisseerd door László Benedek. De hoofdrol wordt gespeeld door Fredric March. De film is gebaseerd op het gelijknamige toneelstuk van Arthur Miller uit 1949.
De film werd genomineerd voor vijf Oscars. De film wist uiteindelijk geen nominaties te verzilveren.

## Rolverdeling
| Acteur           | Personage     |
| ---------------- | ------------- |
| Fredric March    | Willy Loman   |
| Mildred Dunnock  | Linda Loman   |
| Kevin McCarthy   | Biff Loman    |
| Cameron Mitchell | Happy Loman   |
| Howard Smith     | Charley       |
| Royal Beal       | Ben           |
| Don Keefer       | Bernard       |
| Jesse White      | Stanley       |
| Claire Carleton  | Miss Francis  |
| David Alpert     | Howard Wagner |

## Prijzen en nominaties
| Jaar | Prijs                    | Categorie       | Genomineerde(n) | Uitslag     |
| ---- | ------------------------ | --------------- | --------------- | ----------- |
| 1951 | Academy Awards           | Beste acteur    | Fredric March   | Genomineerd |
| 1951 | Beste mannelijke bijrol  | Kevin McCarthy  | Genomineerd     |             |
| 1951 | Beste vrouwelijke bijrol | Mildred Dunnock | Genomineerd     |             |
| 1951 | Beste camerawerk         | Franz Planer    | Genomineerd     |             |
| 1951 | Beste origenele muziek   | Alex North      | Genomineerd     |             |